# Erik Jan Hanussen

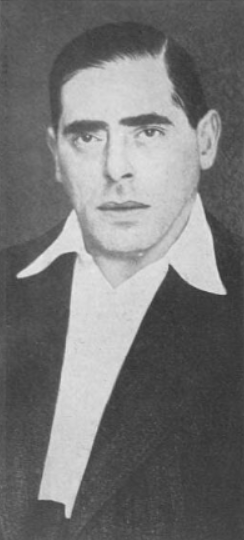
Hanussen, 1933

Erik Jan Hanussen, eigentlich Hermann Chajm Steinschneider (* 2. Juni 1889 in Wien-Ottakring; † in der Nacht vom 24. auf den 25. März 1933 in Berlin), war ein unter anderem als „Hellseher“ bekannter österreichischer Trickkünstler. Trotz seiner jüdischen Herkunft agierte er als Sympathisant der Nationalsozialisten.

## Leben

### Kindheit und Jugend
Hermann (Herschel) Steinschneider wurde in ärmlichen Verhältnissen geboren und verlor seine Mutter Juli Kohn im Alter von zehn Jahren. Sein Vater war Siegfried Steinschneider (1858–1910), Sohn aus der ersten Ehe des Mediziners Moriz Steinschneider (1824–1894), der als Handelsreisender bzw. Wanderbühnenschausteller tätig war. Siegfried Steinschneider heiratete bald nach dem Tod seiner ersten Frau die Witwe Berta Pick, die zwei weitere Kinder mit in die Ehe brachte. Drei Jahre später brach Hermann Steinschneider die Schule ab und lief von zu Hause weg.

### Karriere
Steinschneider versuchte sich in Wien mehrfach als Gesellschaftsreporter. Während dieser Zeit erpresste er betuchte Bürger mit Kolportagen in Klatschblättern und veröffentlichte die Tricks eines betrügerischen Hellsehers, die er später selbst adaptierte.
Als Kunstreiter und Reckakrobat trat er im Grand Zirkus Oriental auf und betrieb das angeblich „erste elektrische Kettenkarussell der Welt“, das in Wirklichkeit von verborgenen Kindern angetrieben wurde. Jahrelang hatte er Auftritte in Schmierentheatern und Zirkussen mit Zauberkünstlern, sogenannten „Experimental-Psychologen“, Hypnotiseuren oder Varietékünstlern. Im Ersten Weltkrieg schützte er sich vor gefährlichen Einsätzen, indem er den Zustand in der Heimat voraussagte. Das österreichische Militär bildete er im Wünschelrutengehen aus.
Auf der Suche nach Gelegenheitsarbeit versuchte er sich in Berlin in Gaststätten erfolglos als klassischer Zauberkünstler. Steinschneider kopierte die Gedankenlesedarbietung einer Varietékünstlerin „Frau Magda“ und trat in Kleinstadtvarietés in Europa als „Hypnotiseur“ auf. Später kopierte er die Show des als stärkster Mann der Welt gefeierten Kraftartisten Siegmund Breitbart, wobei es Steinschneiders zarter Assistentin „unter Hypnose“ gelang, gleichfalls Ketten zu zerreißen u. ä., da beide die gleichen Tricks anwendeten. Infolge des in der Presse ausgetragenen Konkurrenzkampfes der beiden Rivalen wurden beide im Dezember 1923 nach New York engagiert. Inzwischen nannte er sich – nach einer Vielzahl von Pseudonymen, Deck- und Künstlernamen – Erik Jan Hanussen und rühmte sich dänischer Herkunft. Wieder in Europa, zeigte Steinschneider Fakirkunststücke und präsentierte eine Hungerkünstlerin.
Obwohl er sich in seinem Buch Meine Lebenslinie selbst als Hochstapler enttarnt und sogar seine Tricks veröffentlicht hatte, betätigte er sich später als Hellseher. Er versuchte auch viele Jahre, eine eigene „Schule des Okkultismus“ zu gründen, was ihm letztlich aber nie gelang. Er verbesserte das klassische Hellsehkunststück „Zettellesen“ und machte in der Presse spektakuläre Vorhersagen, wobei er Zufallstreffer groß herausstellte. Mit Hilfe okkultistischer Beratungsgespräche erwarb Hanussen auch gesellschaftliche Kontakte.
Im Februar 1928 wurde Hanussen vor dem Kreisgericht in Litoměřice (Leitmeritz) (Tschechoslowakei) des hundertfachen Betruges angeklagt, weil er den „Schwachsinn“ (gemeint ist: die Dummheit oder Naivität) von Gutgläubigen ausgenutzt habe. Der Prozess dauerte mehr als zwei Jahre und wurde bis in die USA verfolgt. Im Mai 1930 wurde Hanussen schließlich freigesprochen mit der Begründung, ein „nicht schwachsinniger“ Mensch müsse damit rechnen, dass ein Hellseher sich irren kann. Der Weg zu einer grandiosen Karriere wurde damit erst möglich gemacht.
Hanussen verlegte mehrere Zeitungen, mit denen er genau wie in seinen Beratungsgesprächen die Sehnsüchte der Leser bediente. Hanussens bunte Wochenschau war kurzfristig eine der auflagenstärksten Zeitungen Berlins. Durch „astrologische Börsentipps“ konnte er Aktienkurse beeinflussen. Seine Hellsehshows wurden in Berlin Tagesgespräch und füllten schließlich zweimal täglich die Berliner Scala. Hanussen verkaufte allerhand okkulte Produkte, konnte sich unter anderem eine Luxus-Yacht leisten und ließ in Berlin ein Gebäude als „Palast des Okkultismus“ ausbauen.
Obwohl er Jude war, suchte er ab 1930 die Nähe zum Nationalsozialismus und unterstützte in seinen astropolitischen Zeitungen den Aufstieg Hitlers.
Am 26. Februar 1933 soll bei der Eröffnungsfeier seines „Palastes des Okkultismus“ die von ihm engagierte Schauspielerin Maria Paudler „Feuer, Flammen, Verbrecher am Werk!“ deklamiert haben. Als dann einen Tag später – in der Nacht vom 27. auf den 28. Februar – der Reichstag abbrannte, wurde diese Aussage als dessen Vorhersage interpretiert.
Durch Gefälligkeiten wie Kredite auf Spielschulden erwarb er sich Freunde in einflussreichen Kreisen; so auch den späteren Polizeipräsidenten von Berlin, Wolf-Heinrich Graf von Helldorff, der ihm sogar eine SA-Gruppe zur Verfügung stellte, um das Lokal seines größten Konkurrenten, das Romanische Café, zu stürmen und den Inhaber zum Hitlergruß zu zwingen.

### Ermordung
Wenige Wochen nach der nationalsozialistischen „Machtergreifung“ wurde Hanussen am 23. März 1933 auf Befehl des SA-Gruppenführers von Berlin-Brandenburg Karl Ernst von einem SA-Kommando unter Führung von Wilhelm Ohst in seinem „Haus des Okkultismus“ in der Lietzenburger Straße in Berlin-Charlottenburg verhaftet. Außer Ohst gehörten dem Kommando noch Kurt Egger als Chef von Ernsts Stabswache, der Sturmführer Rudolf Steinle sowie eventuell Ernsts Chauffeur Wendt an. In das SA-Gefängnis Papestraße in Berlin-Tempelhof gebracht, wurde Hanussen in der Nacht zum 24. März 1933 mit hoher Wahrscheinlichkeit bereits dort erschossen. In seinem eigenen Wagen, der zu diesem Zweck beschlagnahmt worden war, wurde der Leichnam aus Berlin herausgefahren und auf der Chaussee von Zossen nach Baruth abgelegt. Steinle erklärte 1934 in einem Verhör durch die Gestapo, dass er die tödlichen Schüsse abgegeben habe. Das Verfahren wurde aber bereits am 1. Juni 1933 eingestellt. An der Bestrafung der Täter bestand offensichtlich kein Interesse.
Hanussens Leiche wurde am 7. April 1933 von Waldarbeitern in einem Waldgebiet (Tannenschonung) zwischen Baruth und Neuhof bei Zossen südlich von Berlin, kurz hinter dem Ortsausgang von Baruth, gefunden. In den Zeitungen wurde noch am selben Tag ein „mysteriöser Leichenfund“ vermeldet. Der Tote war von Leichenfraß gezeichnet und verstümmelt, so dass seine Identität erst festgestellt werden konnte, nachdem man in seiner Kleidung das Monogramm seines Schneiders entdeckt hatte, der den Käufer zu nennen wusste. Gestützt auf diesen Hinweis erfolgte eine eindeutige Identitätsklärung durch Angehörige und Mitarbeiter. Die Ermittlungen führte der Kriminalkommissar Hermann Albrecht.
Ein am 8. April 1933 vom Staatsanwalt beim Landgericht Berlin eingeleitetes Ermittlungsverfahren wegen des Todesfalles Hanussen wurde am 1. Juni 1933 wieder eingestellt. Die Ermittlungsakten gelten als verschollen. 1965 wurde ein neues Ermittlungsverfahren der Staatsanwaltschaft Berlin eingeleitet, das sich bis 1968 hinzog und die äußeren Vorgänge um Hanussens Ermordung mit Hilfe von Unterlagen aus dem damaligen Berlin Document Center sowie durch die Befragung überlebender Zeugen weitgehend aufklären konnte. Da die Tatverdächtigen zu diesem Zeitpunkt alle verstorben oder gerichtlich für tot erklärt waren, wurde das Verfahren mit Einstellungsvermerk vom 1. Oktober 1968 eingestellt.
Die Motive für den Mord an Hanussen sind bis heute nicht vollständig geklärt. Im Wesentlichen werden in der Literatur zwei unterschiedliche Beweggründe für die Tat ins Feld geführt. Erstens sei Hanussens jüdische Herkunft den Nationalsozialisten Anfang 1933 bekannt gewesen. In der Folge hätten Graf Helldorff oder Karl Ernst oder Wilhelm Ohst, einzeln oder gemeinschaftlich, die zuvor in enger freundschaftlicher und geschäftlicher Beziehung zu Hanussen gestanden hatten, ihn beseitigen lassen, um die politische Belastung, die die Freundschaft zu einem Juden in NS-Kreisen bedeutete, abzustreifen. Zweitens hatte Graf Helldorf aus der Zeit vor 1933 erhebliche Schulden bei Hanussen, die durch dessen Ermordung hinfällig geworden seien, so dass Helldorf also zur bequemen „Bereinigung“ seiner Schulden den Mordauftrag gegeben haben könnte. In der Tat belegen Dokumente aus dem Berlin Document Center, dass Ohst und sein Kommando Hanussens Wohnung durchsuchten und Quittungen und Schuldscheine Helldorfs bei Hanussen beschlagnahmten.
Allerdings gelangten diese Unterlagen nachweislich nicht an Helldorf, sondern an Karl Ernst, der sie in seiner eigenen Wohnung aufbewahrte, wo sie nach seiner Erschießung im Sommer 1934 geborgen wurden. Die Berliner Staatsanwaltschaft schloss aus diesem Umstand in den 1960er Jahren, dass Ernst diese Unterlagen in seinen eigenen Besitz übernommen hätte, um sie gegebenenfalls als Druckmittel im internen Machtkampf der NS-Führer gegen Helldorf verwenden zu können.
Daraus ergeben sich zwei mögliche Befehlsketten des Mordauftrages. Entweder erteilte Helldorff den Auftrag, der über Ernst an die ausführenden Männer weitergegeben wurde, oder Ernst ordnete den Mord eigenmächtig an, ohne Helldorffs Wissen und Einverständnis. In beiden Fällen könnte Hanussens jüdische Abkunft Motiv für den Mordauftrag gewesen sein. Im Falle eines Auftrags Helldorffs, um dessen Schulden zu „tilgen“, müsste Ernst die Schuldscheine entgegen einem als wahrscheinlich anzunehmenden Befehl zur Übergabe derselben an Helldorf unterschlagen haben, um sie für seine Zwecke zu nutzen. Die Ermordung Hanussens könnte auch ein eigenmächtiges Projekt von Ernst gewesen sein, um in den Besitz von Material gegen Helldorff zu gelangen.

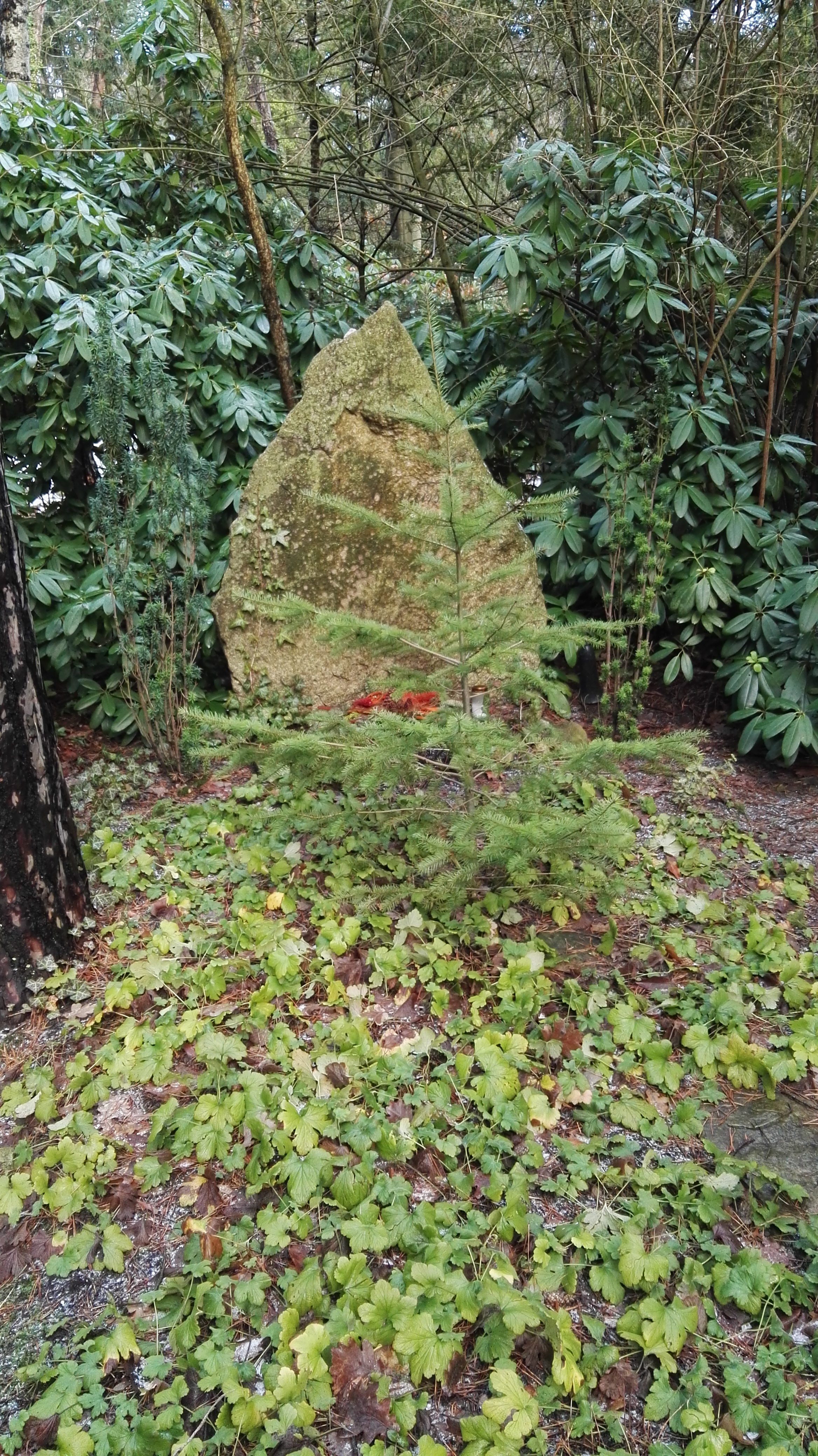
Grabstätte Hanussens

Im Braunbuch, mit dem eine Reihe von Exilkommunisten um Willi Münzenberg die nationalsozialistische Verschwörungstheorie, der Reichstagsbrand sei das Fanal zu einem kommunistischen Aufstand gewesen, mit einer Gegen-Verschwörungstheorie zu beantworten versuchten, hieß es, Hanussen sei als Mitwisser der NS-Brandstiftung aus dem Weg geräumt worden.
Hanussens Grabstätte befindet sich auf dem Südwestkirchhof Stahnsdorf im Block Charlottenburg, Gartenblock III, Gartenstelle 50.

## Publikationen (Auswahl)
- Uhu ist tot und Anderes. Friedrich Grosse, Olmütz 1915.
- als Hermann Steinschneider: Was so über’s Brettl ging. Poetika aus Musentempeln, die ohne Vorhang spielen. Groak, Ölmütz 1915.
- Worauf beruht das –?! Telepathie, ihre Erklärung und Ausübung. Selbstverlag, Krakau 1917.
- als Erik Jan Hanussen-Steinschneider: Das Gedankenlesen, Telepathie. Waldheim-Eberle, Wien 1920.
  - Neuauflage zusammen mit Das Gomboloy. Zauber Kellerhof e. K., Bonn 2014, ISBN 978-3-00-047503-0.
- Schließ die augen! Brettl-Lieder. o. O. 1920.
- Die Weltseele. o. O. 1922.
- Das Gomboloy. Mein System zur Beherrschung der Nerven. Selbstverlag „Hagover“, Gablonz 1927.
- Meine Lebenslinie. (Autobiographie 1884[13]–1930), Universitas, Berlin 1930.
  - Neuauflage bei Wunderkammer/Edition Flaschenpost, Neu-Isenburg 2009, ISBN 978-3-941245-02-0.

## Filme
Hanussens Lebensgeschichte wurde mehrfach verfilmt:
- In der Verfilmung der Autobiographie von 1955 übernahm O. W. Fischer die Rolle Hanussens.
- In der dreiteiligen Serie des DDR-Fernsehens Die Brüder Lautensack (1973) nach dem gleichnamigen Roman von Lion Feuchtwanger verkörperte Ctibor Filčík den Nazi-Hellseher Oskar Lautensack, der Hanussen näher kommt als die sonstigen Verfilmungen.
- In der Verfilmung von 1988 wurde Hanussen von Klaus Maria Brandauer dargestellt.
- In Werner Herzogs Film Invincible – Unbesiegbar (2001) übernahm Tim Roth die Rolle des Hellsehers.

Hanussen selbst produzierte während seiner großen Zeit in Österreich (verschollene) Filme, in denen er Hypnotiseure spielte:
- Hypnose (1919)
- Der rätselhafte Tod (1921)

Hanussen (gespielt von Daniel Brühl) agierte außerdem im 2021 erschienenen The King’s Man: The Beginning als einer der Hauptantagonisten.

## Archivische Überlieferung
Ein zusammenhängender Nachlass zu Hanussen existiert heute nicht mehr. Allerdings hat sich in verschiedenen Archiven ein nicht unerhebliches Maß an Material zu ihm erhalten, das in offiziellen Zusammenhängen entstanden ist.
Eine große Zahl von privaten Unterlagen und Akten Hanussens wurde im März 1933 von der SA beschlagnahmt. Diese Akten sind verschollen. Hanussens Biographen Wilfried Kugel zufolge muss davon ausgegangen werden, dass diese vernichtet wurden.
Eine Originalermittlungsakte zum Mord an Hanussen aus dem Jahr 1933 (Aktenzeichen II P.J. 612/33) wurde bereits in den 1960er Jahren von der Berliner Generalstaatsanwaltschaft, als diese den Fall neu aufrollte, gesucht, konnte aber nicht ausfindig gemacht werden. Auch als Kugel diese Akte in den 1990er Jahren suchte, blieb sie verschollen. Er konstatiert jedoch ausdrücklich, dass es Hinweise darauf gibt, dass diese noch existiert. Im Bundesarchiv ist lediglich eine Akte des Justizministeriums über den Vorgang erhalten (RJM ZFG² 10 238/35).
Im Landesarchiv Berlin haben sich demgegenüber die Akten des neuaufgerollten Ermittlungsverfahrens der Berliner Staatsanwaltschaft wegen der Ermordung Hanussens aus den 1960er Jahren erhalten (B.-Rep. 058, Nr. 6394 bis 6399). Auch eine Nachlasspflegschaftsakte zu „Steinschneider, gen. Hanussen“ aus dem Jahr 1933 hat sich dort, wie Kugel ermitteln konnte, erhalten.